# Grace Potter and the Nocturnals
Grace Potter and the Nocturnals sono un gruppo rock statunitense. Formatisi nel 2002 a Waitsfield, nel Vermont, i Nocturnals si sono inizialmente affermati nel circuito delle jam band e dei festival musicali nordamericani, rimanendo indipendenti dalle etichette discografiche. Firmato un contratto con la Hollywood Records nel 2005, hanno pubblicato fra il 2006 e il 2012 quattro album in studio in cui si alternano elementi rock, blues, folk e di generi derivati (roots rock, blues rock, folk rock, hard rock); il terzo album, eponimo (2010), li ha portati alla ribalta internazionale.
L'immagine del gruppo è soprattutto centrata sulla figura carismatica di Grace Potter (Waitsfield, Vermont, 20 giugno 1983), cantante e polistrumentista; paragonata per lo stile vocale a grandi interpreti del rock e del blues come Janis Joplin, Lucinda Williams e Koko Taylor, Potter suona anche le tastiere (in particolare Hammond B3, Fender Rhodes e piano elettrico Wurlitzer) e la chitarra elettrica ed acustica. Oltre a essere fondatrice dei Nocturnals insieme al batterista Matthew Burr (ora suo marito) e al chitarrista Scott Tournet, Potter ha collaborato con altri artisti e inciso come solista.
Nel 2015 l'attività solista di Potter si è intensificata (culminando nella pubblicazione dell'album Midnight) mentre quella dei Nocturnals appare sospesa; i riferimenti ai Nocturnals sono stati rimossi dalla homepage del sito ufficiale, ma Potter ha dichiarato in diverse occasioni che il gruppo non deve considerarsi sciolto.

## Storia del gruppo

### Origini
Nata a Waitsfield (Vermont) il 20 giugno del 1983, Grace Potter fu fin da giovane incoraggiata dalla famiglia a seguire la propria inclinazione per le arti (in particolare per la musica e per il teatro). Da ragazza subì in particolare l'ascendente del suo prozio Spiegel Wilcox, che suonava come trombonista insieme a Tommy Dorsey. Prima di compiere vent'anni si iscrisse all'accademia artistica St. Lawrence, nello Stato di New York, per studiare recitazione, pur coltivando nel frattempo la propria passione per la musica. Alla St. Lawrence Potter conobbe il batterista Matthew Burr, che la sentì cantare a un evento scolastico e le propose di formare un gruppo. Il progetto prese forma quando un ex compagno di scuola di Potter, Courtright Beard, la raggiunse alla St. Lawrence, e propose la propria collaborazione come bassista. Nel frattempo, Potter aveva iniziato a studiare l'organo Hammond B3. La prima formazione del gruppo, denominato subito "Grace Potter and the Nocturnals", comprendeva Burr, Beard, Potter e il chitarrista Scott Tournet, che aveva suonato in precedenza con Burr in un gruppo universitario chiamato "Soul Patch".

### Il periodoindie
Nel 2003 Burr si laureò, e l'intero gruppo (a eccezione di Beard) si trasferì in una tenuta del Vermont di proprietà della famiglia di Potter, per dedicarsi a tempo pieno al progetto dei Nocturnals. La defezione di Beard (che aveva scelto di proseguire gli studi) portò all'ingresso nel gruppo del bassista Bryan Dondero. Fra il 2004 e il 2005 i Nocturnals realizzarono due album autoprodotti, Original Soul (pubblicato sotto il solo nome di "Grace Potter") e Nothing But the Water, ma si dedicarono soprattutto all'attività live, entrando nel circuito delle jam band e suonando fino a 200 concerti all'anno. Fu la stessa Potter a insistere che il gruppo sviluppasse il proprio stile senza subire la pressione delle etichette discografiche. Per questo motivo i Nocturnals rifiutarono una proposta di contratto della Universal Records, ed entrarono in contatto col manager Justin Goldberg, noto sostenitore della musica indipendente e fondatore del sito indie911.com. Attraverso indie911.com, radio locali come la WNCS (un'emittente di adult alternative rock del Vermont che dedicò ampio spazio a Nothing But the Water), e l'intensissima attività di esibizioni dal vivo, il gruppo acquisì rapidamente una certa notorietà a livello locale. Divennero, tra l'altro, la house band del club Nectar's di Burlington, lo stesso dove avevano fatto la loro gavetta i Phish.

### Contratto con Hollywood Records eNothing But the Water

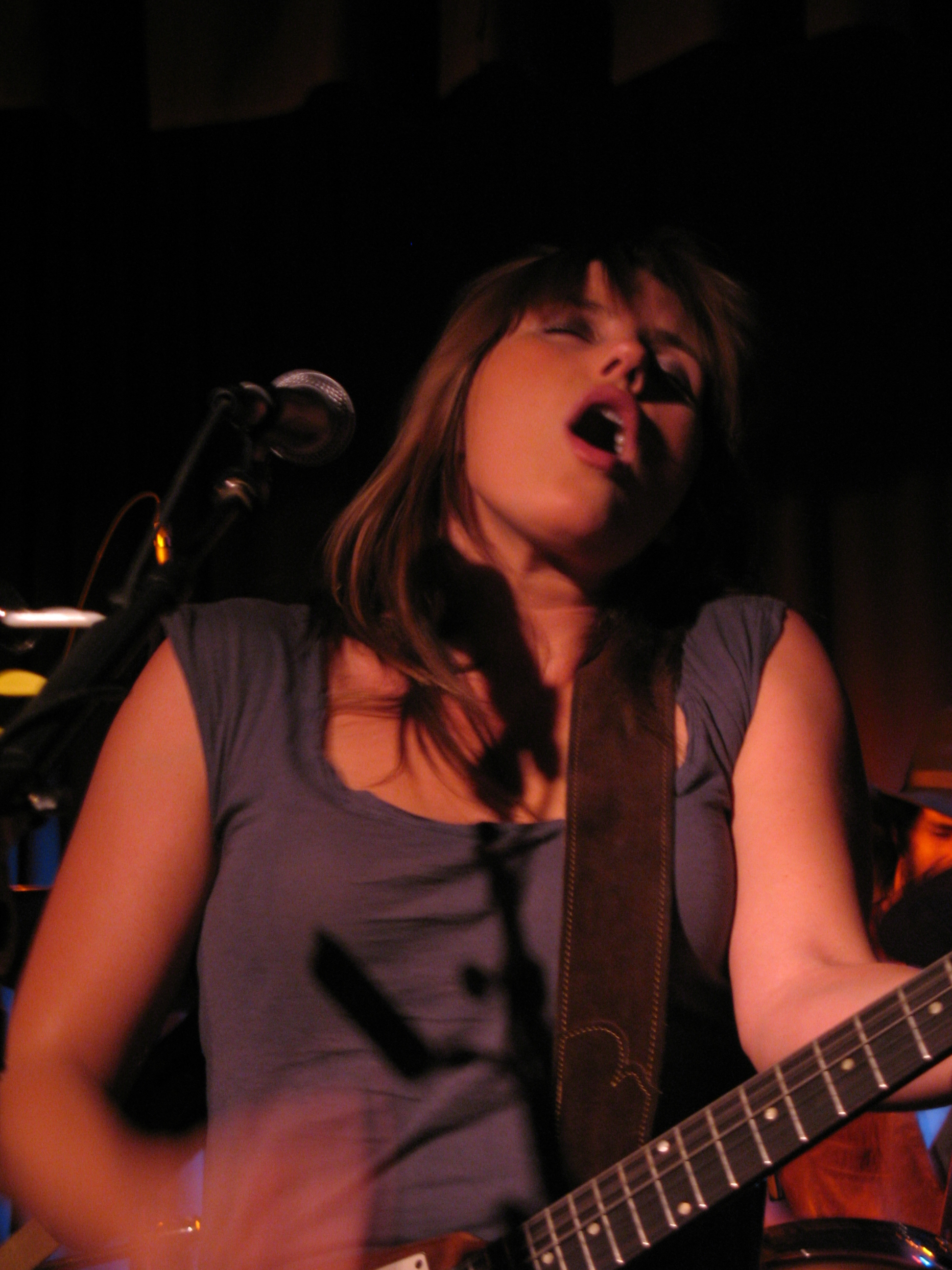
Grace Potter in concerto in Virginia nel 2007

Nel 2005 il gruppo ricevette una nuova proposta di contratto, questa volta da parte della Hollywood Records, e accettò. L'album Nothing But the Water, ripubblicato da Hollywood nel 2006, fu molto apprezzato dalla critica; i Nocturnals vinsero il Jammy Award (la controparte dei Grammy Award per la scena delle jam band) come "Best New Groove" e ricevettero due nomination ai Boston Music Awards, per il miglior album dell'anno e la migliore vocalist donna dell'anno. Alla serata di premiazione dei Jammy Awards, Potter si esibì dal vivo con Joe Satriani, Steve Kimock, Reed Mathis, Willy Waldman e Stephen Perkins in una cover di Cortez the Killer di Neil Young, una performance che fu accolta dal pubblico con una standing ovation.

### 2007:This Is Somewhere
Nel 2007 il gruppo pubblicò un nuovo album, This Is Somewhere. Sharrin Summers, scelta dalla Hollywood come pubblicista dei Nocturnals, si dedicò assiduamente alla promozione del gruppo, che ottenne tra l'altro una forte presenza mediatica. Due brani di This Is Somewhere, il singolo Apologies e Falling or Flying, furono inclusi nella colonna sonora di serie televisive di primo piano, come Kyle XY, One Tree Hill, Brothers & Sisters, E.R. e Grey's Anatomy, e i Nocturnals apparvero in una serie di popolari trasmissioni televisioni come Tonight Show di Jay Leno, Good Morning America e The Late Late Show.
Nello stesso periodo, il gruppo proseguì la propria attività di performance dal vivo. Parallelamente all'attività nei Nocturnals, Tournet, Burr e Dondero diedero vita a partire nel 2007 a un progetto gemello, il gruppo delta blues Blues and Lasers, insieme al batterista Steve Sharon e al chitarrista Benny Yurco.

### 2010:Grace Potter and the Nocturnals

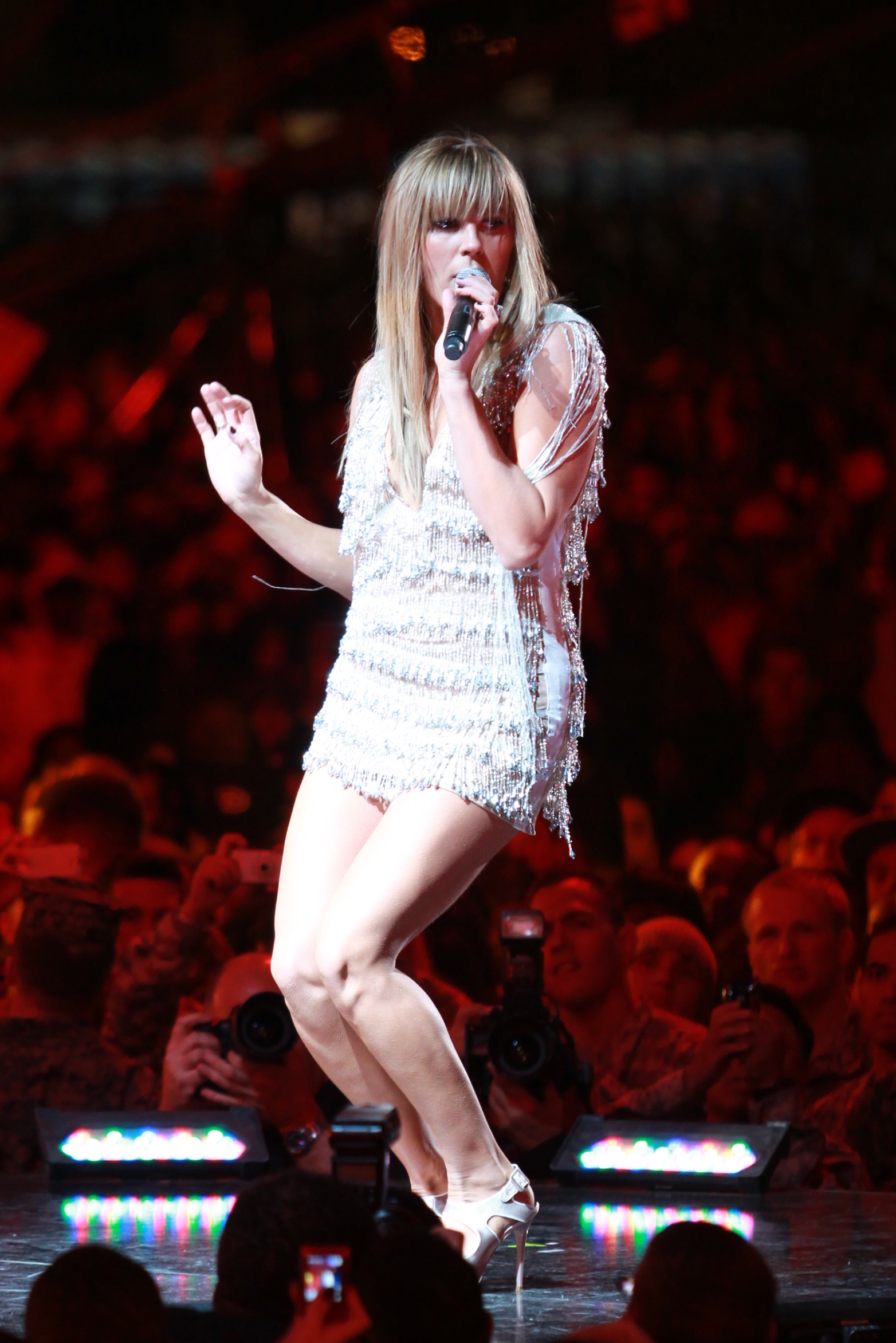
Grace Potter si esibisce a VH1 Divas Salute the Troops, dicembre 2010

Nel 2009 il gruppo ebbe un avvicendamento nella formazione, con l'uscita del bassista Bryan Dondero, sostituito da Catherine Popper, già bassista di Ryan Adams e Norah Jones. Popper a sua volta suggerì di invitare nel gruppo il chitarrista Benny Yurko, che suonava già con Tournet e Burr nei Blues and Lasers. Fra le prime incisioni di questa nuova formazione figura White Rabbit, una cover del brano dei Jefferson Airplane, originariamente realizzata per un documentario su Woodstock e poi inclusa nell'album Almost Alice associato al film di Tim Burton Alice in Wonderland.
L'uscita del nuovo album eponimo, Grace Potter and the Nocturnals, fu lanciata attraverso un concerto gratuito a Burlington. Annunciato con solo un giorno di anticipo attraverso Twitter e Facebook, l'evento attirò migliaia di spettatori e si trasformò in un grande evento mediatico locale. L'album, pubblicato il 6 giugno 2010, rappresentò un punto di svolta nella carriera del gruppo. Nella classifica di iTunes, Grace Potter and the Nocturnals si piazzò al quinto punto della Top 100 generale e al secondo di quella dedicata agli album rock. Al successo di pubblico si accompagnò un'accoglienza molto positiva da parte della critica; Rolling Stone segnalò i Nocturnals come miglior band emergente dell'anno, e la Associated Press diede loro l'altrettanto lusinghiera qualifica di gruppo più sottovalutato del 2010. A dicembre, in seguito a una travolgente esibizione di Grace Potter nella trasmissione televisiva VH1 Divas Salute the Troops, le vendite dell'album ebbero un'ulteriore impennata, scalzando dalle prime posizioni di iTunes i remasters della discografia dei Beatles. L'esposizione mediatica del gruppo fu tale che nello stesso 2010 l'immagine di Grace Potter venne usata addirittura per lanciare una linea di barre al cioccolato, "Grace Under Fire", prodotta da un'azienda dolciaria del Vermont.
La pubblicazione di Grace Potter and the Nocturnals coincise anche con il completamento di una parabola di rivisitazione dell'immagine pubblica del gruppo, in cui vennero gradualmente enfatizzate le caratteristiche di sex symbol di Potter, a complemento delle sue riconosciute doti canore.

### 2011-2012: Collaborazione con Chesney eThe Lion the Beast the Beat
Nonostante il grande successo commerciale dell'album del 2010, negli anni successivi i Nocturnals continuarono a privilegiare la dimensione live e a rimanere fedeli alla loro natura di jamming band, ben rappresentata nell'album dal vivo Live in Skowhegan. e dalle centinaia di registrazioni di concerti resi disponibili gratuitamente dal gruppo nell'Internet Archive. Nel 2011 il gruppo istituì un proprio festival musicale, il "Grand Point North Festival", da tenersi annualmente nella città di Burlington.
Nel 2011, la stella del country Kenny Chesney chiese la collaborazione di Grace Potter per il singolo You and Tequila. Quell'episodio fu l'inizio di una serie di collaborazioni fra Chesney e Potter (altri singoli pubblicati dal duo negli anni successivi sono El Cerrito Place e Wild Child), che contribuirono a far conoscere la cantante al pubblico della musica country. Lo stesso anno, Catherine Popper abbandonò i Nocturnals.
Nel giugno 2012 fu pubblicato il quarto e ultimo album in studio del gruppo, The Lion The Beast the Beat, realizzato in collaborazione con Dan Auerbach dei Black Keys.
Nel 2013 Potter e Burr si sposarono; la cerimonia si tenne sull'isola di Saint-Barthélemy, nelle Antille francesi.

### 2015:Midnight
A partire dalla collaborazione con Chesney, l'attività solista di Potter (senza i Nocturnals) continuò a intensificarsi. Nell'aprile del 2015 Grace Potter annunciò la prossima pubblicazione del proprio album solista Midnight, prevista per l'estate. In occasione dell'annuncio fu presentata anche la nuova versione rivisitata del sito ufficiale, dalla cui homepage risultavano rimossi tutti i riferimenti ai Nocturnals. Questo fatto, e successive dichiarazioni di Tournet e Burr su social media come Tumblr, sembrarono suggerire che il gruppo si fosse sciolto. Nel giugno del 2015 Potter ha suonato in apertura di due concerti dei Rolling Stones, presentandosi come solista e avvalendosi di una propria band di supporto. L'album Midnight, pubblicato il 14 agosto, si avvale della collaborazione di Tournet e Burr, insieme ad altri musicisti. Potter ha dichiarato che i Nocturnals non sono sciolti, ma che al momento non ci sono progetti per nuovi lavori del gruppo.

## Formazione
- Grace Potter (2004-oggi): voce, chitarra, tastiere
- Matt Burr (2004-oggi): batteria
- Scott Tournet (2004-oggi): chitarra, steel guitar, armonica
- Benny Yurco (2009-oggi): chitarra
- Bryan Dondero (2004-2009): basso, contrabbasso, mandolino
- Catherine Popper (2009-2011): basso

## Discografia

### Album
- Original Soul (2004)[Solista 1]
- This Is Somewhere (2007)
- Live In Skowhegan (2008)
- Grace Potter and the Nocturnals (2010)
- The Lion the Beast the Beat (2012)
- Midgnight (2015)[Solista 1]
- Daylight (2019)

### Singoli
- Ah, Mary (2007)
- Apologies (2007)
- Tiny Light (2010)
- Paris (Ooh La La) (2010)
- Never Go Back (2012)

### Collaborazioni
- White Rabbit (2010), nell'album Almost Alice (autori vari)
- Depart So Slow (singolo, 2004, con Scott Taylor)[Solista 1]
- I Want Something That I Want (singolo, 2008, con Bethany Joy Galeotti, per la serie televisiva One Tree Hill)[Solista 1]
- Ordinary Man (singolo, 2009, con Gregory Douglass, per l'album Battler)[Solista 1]
- Something That I Want (singolo, 2010, per la colonna sonora del film Disney Rapunzel)[Solista 1]
- You and Tequila (singolo, 2010, con Kenny Chesney, per l'album Hemingway's Whiskey)[Solista 1]
- El Cerrito Place (singolo con Kenny Chesney)[Solista 1]
- Wild Child (singolo, 2015, con Kenny Chesney)[Solista 1]